# Покровск (Якутия)
По́кровск (на руски: Покровск; на якутски: Покровскай, Эргис) е град в Якутия, Русия. Разположен е на левия бряг на река Лена, на около 62 km югозападно от Якутск. Административен център е на Хангаласки район. Към 2016 г. има население от 9102 души.

## История
Селището е основано от казаци през 1682 г. под името Караулни Мис. По-късно е наречено Покровск. През 1941 г. получава статут на селище от градски тип. През 1997 г. в рамките на селището е присъединено селището от градски тип Кил Бастах. От 1998 г. Покровск е град.

## Население
| 1939   | 1959   | 1970   | 1979   | 1989   | 1996 | 2000   |
| ------ | ------ | ------ | ------ | ------ | ---- | ------ |
| 2300   | 5038   | 6574   | 7342   | 9283   | 8300 | 10 100 |
| 2003   | 2005   | 2007   | 2008   | 2009   | 2010 | 2011   |
| 10 100 | 10 200 | 10 100 | 10 100 | 10 148 | 9495 | 9500   |
| 2012   | 2013   | 2014   | 2015   | 2016   |      |        |
| 9325   | 9193   | 9042   | 9047   | 9102   |      |        |

## Икономика
В града се произвеждат строителни материали и асфалт. Развъждат се лисици. Развито е селското стопанство.

### Транспорт
Покровск е свързан с Якутск посредством асфалтиран автомобилен път. Разполага и се речно пристанище.